# Hampus Holmgren
Hampus Holmgren (Vaasa, 14 novembre 1995) è un ex calciatore finlandese, di ruolo difensore.

## Carriera

### Club
Holmgren ha iniziato la carriera con la maglia del VIFK, compagine militante nella Kakkonen. Ha giocato la prima partita in squadra il 18 maggio 2011, nella sconfitta per 1-0 subita in casa del Kiisto: è subentrato a Daniel Fellman nel corso della sfida. È rimasto in squadra per due stagioni, totalizzando 26 presenze in campionato, senza realizzare alcuna rete.
Il 29 marzo 2013, gli svedesi dell'Åtvidaberg hanno comunicato l'acquisizione di Holmgren, che si è legato al nuovo club con un contratto quadriennale. Il 26 settembre dello stesso anno si è accomodato per la prima volta in panchina, in occasione della 25ª giornata dell'Allsvenskan 2017: non è stato comunque utilizzato nel corso dell'incontro, terminato col successo esterno della sua squadra sul Mjällby col punteggio di 0-1.
Dopo qualche altra sporadica presenza in panchina, in data 1º agosto 2015 ha debuttato con questa maglia in Allsvenskan, venendo schierato titolare nel pareggio casalingo per 2-2 arrivato contro il Malmö FF. Alla fine di quella stessa annata, l'Åtvidaberg è retrocesso in Superettan.
Il 23 maggio 2016 ha trovato la prima rete in squadra, nel 4-0 inflitto all'AFC United. Il 23 novembre dello stesso anno ha prolungato il contratto che lo legava all'Åtvidaberg, fino al 31 dicembre 2018.
L'8 gennaio 2018, i norvegesi del Levanger hanno ufficializzato l'ingaggio di Holmgren.

### Nazionale
Holmgren ha giocato per la Finlandia under 21 nelle qualificazioni al campionato europeo 2017. Il 13 ottobre 2015 ha disputato la prima partita, venendo schierato titolare nella vittoria per 0-1 contro l'Azerbaigian, a Baku.

## Statistiche

### Presenze e reti nei club
Statistiche aggiornate al 10 settembre 2020.
| Stagione          | Club              | Campionato        | Campionato | Campionato | Coppe nazionali | Coppe nazionali | Coppe nazionali | Coppe continentali | Coppe continentali | Coppe continentali | Supercoppe | Supercoppe | Supercoppe | Totale | Totale |
| Stagione          | Club              | Comp              | Pres       | Reti       | Comp            | Pres            | Reti            | Comp               | Pres               | Reti               | Comp       | Pres       | Reti       | Pres   | Reti   |
| ----------------- | ----------------- | ----------------- | ---------- | ---------- | --------------- | --------------- | --------------- | ------------------ | ------------------ | ------------------ | ---------- | ---------- | ---------- | ------ | ------ |
| 2011              | VIFK              | Ka                | 4          | 0          | CF+CdL          | ?               | ?               | -                  | -                  | -                  | -          | -          | -          | 4+     | 0+     |
| 2012              | VIFK              | Ka                | 22         | 0          | CF+CdL          | ?               | ?               | -                  | -                  | -                  | -          | -          | -          | 22+    | 0+     |
| Totale VIFK       | Totale VIFK       | Totale VIFK       | 26         | 0          |                 | ?               | ?               |                    | -                  | -                  |            | -          | -          | 26+    | 0+     |
| 2013              | Åtvidaberg        | A                 | 0          | 0          | CS              | 0               | 0               | -                  | -                  | -                  | -          | -          | -          | 0      | 0      |
| 2014              | Åtvidaberg        | A                 | 0          | 0          | CS              | 0               | 0               | -                  | -                  | -                  | -          | -          | -          | 0      | 0      |
| 2015              | Åtvidaberg        | A                 | 10         | 0          | CS              | 1               | 0               | -                  | -                  | -                  | -          | -          | -          | 11     | 0      |
| 2016              | Åtvidaberg        | S                 | 25         | 1          | CS              | 3               | 0               | -                  | -                  | -                  | -          | -          | -          | 28     | 1      |
| 2017              | Åtvidaberg        | S                 | 25         | 0          | CS              | 1               | 0               | -                  | -                  | -                  | -          | -          | -          | 26     | 0      |
| Totale Åtvidaberg | Totale Åtvidaberg | Totale Åtvidaberg | 60         | 1          |                 | 5               | 0               |                    | -                  | -                  |            | -          | -          | 65     | 1      |
| 2018              | Levanger          | 1D                | 22         | 0          | CN              | 3               | 0               | -                  | -                  | -                  | -          | -          | -          | 25     | 0      |
| 2019              | VPS               | VL                | 16         | 0          | CF              | 1               | 0               | -                  | -                  | -                  | -          | -          | -          | 17     | 0      |
| Totale            | Totale            | Totale            | 124        | 1          |                 | 9+              | 0+              |                    | -                  | -                  |            | -          | -          | 133+   | 1+     |